# الشرز (بني ضبيان)

تعديل مصدري - تعديل

الشرز هي إحدى قرى عزلة بني ضبيان بمديرية بني ضبيان التابعة لمحافظة صنعاء، بلغ تعداد سكانها 140 نسمة حسب تعداد اليمن لعام 2004.